# الألعاب البارالمبية الصيفية 2024
الألعاب البارالمبية الصيفية 2024 (بالفرنسية: Jeux paralympiques d'été de 2024)، والمعروفة أيضاً باسم الألعاب البارالمبية باريس 2024، والمُسماة باريس 2024، هي دورة الألعاب البارالمبية الصيفية السابعة عشرة، وهي حدث رياضي بارالمبي دولي متعدد الرياضات تنظمه اللجنة البارالمبية الدولية. أقيمت الألعاب البارالمبية الصيفية في باريس، فرنسا، من 28 أغسطس إلى 8 سبتمبر 2024. كانت هذه المرة الأولى التي تستضيف فيها باريس الألعاب البارالمبية الصيفية والمرة الثانية التي تستضيف فيها فرنسا الألعاب البارالمبية، حيث استضافت بلدتا تين وألبيرفيل الألعاب البارالمبية الشتوية 1992.
تصدرت الصين جدول الميداليات للمرة السادسة على التوالي في الألعاب البارالمبية، حيث حصلت على 94 ميدالية ذهبية و221 ميدالية إجمالية. واحتلت بريطانيا العظمى المركز الثاني للمرة العاشرة، برصيد 49 ميدالية ذهبية و124 ميدالية إجمالية. واحتلت الولايات المتحدة المركز الثالث برصيد 36 ميدالية ذهبية و105 ميداليات إجمالية. بالإضافة إلى ذلك، فازت موريشيوس ونيبال وفريق اللاجئين البارالمبي بأول ميداليات بارالمبية لهم على الإطلاق. واحتلت الدولة المضيفة، فرنسا، المركز الثامن برصيد 19 ميدالية ذهبية و75 ميدالية إجمالية.

## تقديم العطاءات
تعين على الفائز بعطاء دورة الألعاب الأولمبية الصيفية 2024 أن يستضيف أيضاً دورة الألعاب البارالمبية الصيفية 2024 كجزء من اتفاقية رسمية بين اللجنة البارالمبية الدولية واللجنة الأولمبية الدولية التي أُقرت لأول مرة في 2001.
نظراً للمخاوف بشأن انسحاب عدد من المدن خلال عملية تقديم العطاءات لدورة الألعاب الأولمبية الشتوية 2022 ودورة الألعاب الأولمبية الصيفية 2024، جرت الموافقة على عملية منح دورتي 2024 و2028 في وقت واحد للمدينتين الأخيرتين في السباق لاستضافة دورة الألعاب الأولمبية الصيفية لعام 2024 - لوس أنجلوس وباريس - في جلسة غير عادية للجنة الأولمبية الدولية في 11 يوليو 2017 في لوزان. كان يُنظر إلى باريس على أنها المضيف المفضل لدورة الألعاب 2024. وقد أعلنت اللجنة الأولمبية الدولية في 31 يوليو 2017 أن لوس أنجلوس هي المرشح الوحيد لدورة الألعاب 2028، مما مهد الطريق لتأكيد باريس كمدينة مضيفة لدورة الألعاب 2024. وصُدق على كلا القرارين في الدورة 131 للجنة الأولمبية الدولية في 13 سبتمبر 2017.
ورد أن اللجنة الأولمبية الدولية واللجنة المنظمة ناقشتا في فبراير 2018 تقديم الألعاب الأولمبية والألعاب البارالمبية لمدة أسبوع واحد من جدولها الأصلي، بحيث تُقام الألعاب البارالمبية ضمن فترة العطلة المدرسية.

## التنظيم والتحضيرات

### الملاعب
أقيمت جميع المنافسات البارالمبية في باريس وما حولها، بما في ذلك ضواحي سان دوني وفرساي، وفير سور مارن التي تقع خارج محيط المدينة.

#### منطقة باريس الكبرى
| الملعب                       | المنافسات                      | السعة  | الحالة |
| ---------------------------- | ------------------------------ | ------ | ------ |
| ملعب فرنسا                   | حفل الاختتام                   | 77,083 | دائم   |
| ملعب فرنسا                   | ألعاب القوى (المضمار والميدان) | 77,083 | دائم   |
| باريس لا ديفونس أرينا        | السباحة                        | 15,220 | دائم   |
| صالة أديداس                  | الريشة الطائرة                 | 6,700  | إضافي  |
| صالة أديداس                  | رفع الأثقال                    | 7,000  | إضافي  |
| كليشي سو بوا                 | سباق الدراجات (على الطرق)      | –      | مؤقت   |
| صالة شمال باريس              | كرة الطائرة في وضعية الجلوس    | 6,000  | دائم   |
| بارك جورج فالبون - لا كورنوف | الماراثون البارالمبي (بداية)   | –      | مؤقت   |

#### منطقة وسط باريس
| الملعب                      | المنافسات                               | السعة  | الحالة |
| --------------------------- | --------------------------------------- | ------ | ------ |
| أكورهوتيل أرينا             | كرة السلة على الكراسي المتحركة          | 15,000 | دائم   |
| صالة القصر الكبير المؤقتة   | الجودو                                  | 8,356  | دائم   |
| صالة القصر الكبير المؤقتة   | الرغبي على الكراسي المتحركة             | 8,356  | دائم   |
| ملعب برج إيفل (شون دو مارس) | كرة القدم للمكفوفين                     | 12,860 | مؤقت   |
| قصر ليزانفاليد              | الرماية، الماراثون البارالمبي (النهائي) | 8,000  | مؤقت   |
| القصر الكبير                | التايكوندو                              | 6,500  | دائم   |
| القصر الكبير                | المبارزة على الكراسي المتحركة           | 6,500  | دائم   |
| جسر ألكسندر الثالث          | السباق الثلاثي                          | 1,000  | مؤقت   |
| ملعب رولان جاروس            | التنس على الكراسي المتحركة              | 12,000 | دائم   |
| صالة جنوب باريس             | بوتشيا                                  | 9,000  | دائم   |
| صالة جنوب باريس             | كرة الطاولة                             | 6,650  | دائم   |
| صالة جنوب باريس             | كرة الهدف                               | 7,300  | دائم   |

#### منطقة فرساي
| الملعب          | المنافسات          | السعة                    | الحالة |
| --------------- | ------------------ | ------------------------ | ------ |
| حدائق قصر فرساي | الفروسية (الترويض) | 80,000 (22,000 + 58,000) | مؤقت   |

#### الملاعب المحيطة
| الملعب                                                  | المنافسات               | السعة  | الحالة |
| ------------------------------------------------------- | ----------------------- | ------ | ------ |
| ملعب فاير سور مارن البحري (جزيرة فايرز-تورسي الترفيهية) | الكانو البارالمبي       | 12,000 | دائم   |
| ملعب فاير سور مارن البحري (جزيرة فايرز-تورسي الترفيهية) | التجديف البارالمبي      | 14,000 | دائم   |
| مضمار سان كوينتين إن إيفلين                             | ركوب الدراجات (المضمار) | 5,000  | دائم   |
| المركز الوطني للرماية (شاتورو)                          | الرماية                 | 3,000  | دائم   |

#### ملاعب غير تنافسية
| الملعب                                  | المنافسات               | السعة  | الحالة |
| --------------------------------------- | ----------------------- | ------ | ------ |
| ميدان الكونكورد                         | حفل الافتتاح            | 65,000 | مؤقت   |
| القرية الأولمبية، ليل سان دوني          | القرية الأولمبية        | 17,000 | إضافي  |
| بارك إير دي فينتس، دووني                | القرية الإعلامية        | –      | مؤقت   |
| مركز باريس لو بورجيه للمعارض, لو بورجيه | مركز البث الدولي        | –      | دائم   |
| قصر مؤتمرات باريس                       | المركز الإعلامي الرئيسي | –      | دائم   |

### الميداليات
كُشف عن تصميمات ميداليات الألعاب الأولمبية الصيفية والبارالمبية 2024 في 8 فبراير 2024؛ كما هو الحال مع الميداليات الأولمبية، تتميز واجهة ميداليات البارالمبية بقطعة أصلية مدمجة من الحديد الخردة من برج إيفل على شكل سداسي، منقوش عليها شعار باريس 2024. فيما يحتوي الوجه على تصميم لبرج إيفل كما يُرى من الأسفل، ونقوش بطريقة بريل (نظام كتابة يُنسب تطويره إلى المعلم والمخترع الفرنسي لويس بريل)، وأنماط خطوط يمكن استخدامها للتعرف على الميداليات باللمس.

### المتطوعون
صدرت طلبات المتطوعين في الألعاب الأولمبية والبارالمبية في مارس 2023. مع استلام 300,000 طلب بحلول مايو 2023. أُخطر المتقدمين بحالة طلباتهم في أواخر 2023، وكان من المتوقع اختيار 45,000 منهم لمنصب تطوعي.

### وسائل النقل
مَثَلت إمكانية الوصول إلى شبكة النقل للأشخاص ذوي الإعاقة مصدر قلق خلال الفترة التي سبقت الألعاب؛ مع محدودية إمكانية الوصول إلى شبكة مترو باريس، حيث لم يكن متاح سوى الوصول إلى خط واحد من خطوطه الستة عشر بالكامل عبر الكراسي المتحركة - وهو عيب واجه انتقادات من أنصار الإعاقة ورئيس اللجنة البارالمبية الدولية أندرو بارسونز. استثمرت باريس 1.5 مليار يورو قبل الألعاب الأولمبية والبارالمبية، لتحسين إمكانية الوصول إلى الشركات المحلية وغيرها من أشكال النقل، بما في ذلك 125 مليون يورو لتحديث أسطول حافلاتها لاستيعاب الركاب على الكراسي المتحركة، ودعم شراء سيارات الأجرة التي يمكن الوصول إليها عبر الكراسي المتحركة.

### التذاكر
بيعت 2.5 مليون تذكرة من أصل 2.8 مليون تذكرة مخصصة للألعاب بحلول يوم حفل الختام. متجاوزة بذلك لندن 2012 كأعلى عدد تذاكر بيعت على الإطلاق للألعاب البارالمبية. وأفادت العديد من الرياضات عن حضور قياسي.

### مسار الشعلة
بدأ مسار الشعلة بإضاءة شعلة التراث البارالمبي في ستوك ماندفيل بالمملكة المتحدة في 24 أغسطس. وفي اليوم التالي، وصلت الشعلة إلى فرنسا عبر نفق المانش، وبالتالي بدأ مسار الشعلة. توزع مسار الشعلة على 12 إقليم وزار 12 مدينة مختلفة في جميع أنحاء فرنسا. وانتهى المسار بإضاءة مرجل الألعاب البارالمبية في 28 أغسطس.

## الألعاب

### حفل الافتتاح
أقيم حفل الافتتاح في 28 أغسطس 2024 في ميدان الكونكورد، وهو أول حفل افتتاحي للألعاب البارالمبية يقام خارج ملعب. أخرج الحفل توماس جولي وصمم الرقصات ألكسندر إيكمان، وكان الاحتفال يتمحور حول جسم الإنسان و«التاريخ ومفارقاته». أقيم موكب الدول في الشانزليزيه بدءاً من قوس النصر (حيث نُصبت رموز الألعاب البارالمبية)، وانتهى في ميدان الكونكورد.
بلغت المرحلة الأخيرة ذروتها مع تجمع العديد من حاملي الشعلة، الذين أشعلوا بعد ذلك مرجل الألعاب البارالمبية، وهو عبارة عن حلقة من 40 مصباح حاسوبي و200 موزع رذاذ ماء عالي الضغط تعلوها كرة هيليوم يبلغ ارتفاعها 30 م تشبه منطاد الهواء الساخن، ترتفع في الهواء، كتذكير بتجارب الأخوين مونغولفييه التي أدت إلى أول رحلة لمنطاد الهواء الساخن في 1783. وشمل المؤدون المغنية الفرنسية كريستين آند ذا كوينز. ومن بين الشخصيات البارزة التي حضرت الحفل رئيس الوزراء البريطاني كير ستارمر ورئيس اللجنة الأولمبية الدولية توماس باخ ورئيس اللجنة البارالمبية الدولية أندرو بارسونز والرئيس الفرنسي إيمانويل ماكرون الذي افتتح الألعاب.

### حفل الختام
أقيم حفل الختام في ملعب فرنسا في 8 سبتمبر 2024.
افتتح الملحن الفرنسي جان ميشال جار الاحتفالات. كما اشترك قرابة ثلاثة وعشرين دي جي آخرين، بما في ذلك إتيان دي كريسي وكاسيوس ودي جي فالكون وآلان براكس. قدم أندرسون باك عرضاً في حفل تسليم الألعاب البارالمبية الصيفية 2028، الذي أقيم في فينيسيا، لوس أنجلوس.
وكانت عمدة باريس آن هيدالغو، والرئيس الفرنسي إيمانويل ماكرون، ورئيس اللجنة البارالمبية الدولية أندرو بارسونز، وعمدة لوس أنجلوس كارين باس من بين الحضور البارزين.

### الرياضات
أُعلن عن برنامج الألعاب البارالمبية الصيفية 2024 في يناير 2019، دون أي تغييرات على 22 رياضة من الألعاب البارالمبية الصيفية 2020. صدرت المسودة الأولى لجدول المنافسات في 8 يوليو 2022، بواقع 549 مسابقة في 22 رياضة. وشهد ذلك عدداً قياسياً من منافسات الميداليات بواقع 235 منافسة للسيدات، بزيادة قدرها ثمانية عن 2020؛ وكان من المتوقع أن يكون عدد المشاركات الإناث في الألعاب البارالمبية ضعف عدد المشاركات في سيدني 2000 على الأقل، مع الأخذ بعين الاعتبار هذه المسابقات والمنافسات المختلطة بين الجنسين في الاعتبار.
نظرت اللجنة البارالمبية الدولية في عروض إضافة الجولف والكاراتيه ورياضة الرقص البارالمبية وكرة القدم على الكراسي المتحركة إلى البرنامج البارالمبي كرياضات جديدة. كما قُدمت عروض لإعادة كرة القدم لذوي الشلل الدماغي (كرة القدم 7 ضد 7) والإبحار - الرياضتان اللتان خرجتا في 2020. وعلى الرغم من اختيار كرة القدم للكراسي المتحركة للنظر فيها من قبل اللجنة البارالمبية الدولية، فقد جرى رفضها بسبب افتقار المشاركة النسائية.
أعلنت اللجنة البارالمبية الدولية في يناير 2021، أن الاتحاد الدولي لكرة السلة على الكراسي المتحركة غير مختص من قبل اللجنة البارالمبية الدولية بسبب انتهاكات قانون تصنيف الرياضيين، وأُقصيت الرياضة من برنامج باريس 2024. أعادت اللجنة البارالمبية الدولية كرة السلة على الكراسي المتحركة في 22 سبتمبر 2021، لكن تحت شروط بعد الإصلاحات التي أجراها الاتحاد الدولي لكرة السلة على الكراسي المتحركة، مع مراعاة تدابير الامتثال.
- القوس والسهم (تفاصيل) (9)
- ألعاب القوى (تفاصيل) (164)
- كرة الريشة (تفاصيل) (16)
- البوتشيا (تفاصيل) (11)
- ركوب الدراجات (تفاصيل) (51)
  -  طريق (34)
  -  مضمار (17)
- الفروسية (تفاصيل) (11)
- كرة القدم للمكفوفين (تفاصيل) (1)
- كرة الهدف (تفاصيل) (2)
- الجودو (تفاصيل) (16)
- الكانو البارالمبي (تفاصيل) (10)
- الترياثلون البارالمبي (تفاصيل) (11)
- رفع الأثقال (تفاصيل) (20)
- التجديف (تفاصيل) (5)
- الرماية (تفاصيل) (13)
- كرة الطائرة بوضعية الجلوس (تفاصيل) (2)
- السباحة (تفاصيل) (141)
- كرة الطاولة (تفاصيل) (31)
- التايكوندو (تفاصيل) (10)
- كرة السلة على الكراسي المتحركة (تفاصيل) (2)
- المبارزة على الكراسي المتحركة (تفاصيل) (16)
- الرجبي على الكراسي المتحركة (تفاصيل) (1)
- التنس على الكراسي المتحركة (تفاصيل) (6)

المصادر:

## جدول المنافسات
وافقت اللجنة البارالمبية الدولية على الجدول النهائي، وأعلنت عن مواعيد الألعاب البارالمبية الصيفية في 2 فبراير 2023.
اعتمدت جميع المواعيد والتواريخ توقيت وسط أوروبا الصيفي (ت ع م+02:00)
وافقت اللجنة البارالمبية الدولية على الجدول النهائي، وأعلن عن مواعيد الألعاب البارالمبية الصيفية في 2 فبراير 2023.
جميع الأوقات والتواريخ تستخدم توقيت وسط أوروبا الصيفي (ت ع م+2)
| ح.ف | حفل الافتتاح | ● | مسابقات المنافسة | 1 | منافسات الميدالية الذهبية | ح.خ | حفل الختام |

| اغسطس/سبتمبر 2024              | اغسطس/سبتمبر 2024              | أغسطس       | أغسطس     | أغسطس     | أغسطس    | سبتمبر  | سبتمبر    | سبتمبر     | سبتمبر     | سبتمبر   | سبتمبر   | سبتمبر  | سبتمبر  | المنافسات |
| اغسطس/سبتمبر 2024              | اغسطس/سبتمبر 2024              | الأربعاء 28 | الخميس 29 | الجمعة 30 | السبت 31 | الأحد 1 | الإثنين 2 | الثلاثاء 3 | الأربعاء 4 | الخميس 5 | الجمعة 6 | السبت 7 | الأحد 8 | المنافسات |
| ------------------------------ | ------------------------------ | ----------- | --------- | --------- | -------- | ------- | --------- | ---------- | ---------- | -------- | -------- | ------- | ------- | --------- |
| المراسم                        | المراسم                        | ح.ف         |           |           |          |         |           |            |            |          |          |         | ح.خ     | —         |
| البوتشيا                       | البوتشيا                       |             | ●         | ●         | ●        | 2       | 6         | ●          | ●          | 3        |          |         |         | 11        |
| كرة القدم للمكفوفين            | كرة القدم للمكفوفين            |             |           |           |          | ●       | ●         | ●          |            | ●        |          | 1       |         | 1         |
| كرة الهدف                      | كرة الهدف                      |             | ●         | ●         | ●        | ●       | ●         | ●          | ●          | 2        |          |         |         | 2         |
| القوس والسهم                   | القوس والسهم                   |             | ●         | ●         | 2        | 2       | 2         | 1          | 1          | 1        |          |         |         | 9         |
| ألعاب القوى                    | ألعاب القوى                    |             |           | 14        | 18       | 19      | 13        | 24         | 15         | 19       | 16       | 22      | 4       | 164       |
| كرة الريشة                     | كرة الريشة                     |             | ●         | ●         | ●        | 2       | 14        |            |            |          |          |         |         | 16        |
| الكانو البارالمبي              | الكانو البارالمبي              |             |           |           |          |         |           |            |            |          | ●        | 5       | 5       | 10        |
| سباق الدراجات البارالمبي       | الطرق                          |             |           |           |          |         |           |            | 19         | 6        | 4        | 5       |         | 34        |
| سباق الدراجات البارالمبي       | المضمار                        |             | 4         | 5         | 4        | 4       |           |            |            |          |          |         |         | 17        |
| الفروسية البارالمبية           | الفروسية البارالمبية           |             |           |           |          |         |           | 3          | 2          |          | 1        | 5       |         | 11        |
| الجودو البارالمبي              | الجودو البارالمبي              |             |           |           |          |         |           |            |            | 5        | 5        | 6       |         | 16        |
| رفع الأثقال البارالمبي         | رفع الأثقال البارالمبي         |             |           |           |          |         |           |            | 4          | 4        | 4        | 4       | 4       | 20        |
| التجديف البارالمبي             | التجديف البارالمبي             |             |           | ●         | ●        | 5       |           |            |            |          |          |         |         | 5         |
| السباحة البارالمبية            | السباحة البارالمبية            |             | 15        | 14        | 15       | 14      | 13        | 15         | 12         | 13       | 15       | 15      |         | 141       |
| كرة الطاولة البارالمبية        | كرة الطاولة البارالمبية        |             | ●         | 2         | 5        | 3       | ●         | 1          | 3          | 5        | 5        | 7       |         | 31        |
| البارا تايكوندو                | البارا تايكوندو                |             | 3         | 4         | 3        |         |           |            |            |          |          |         |         | 10        |
| الترياثلون البارالمبي          | الترياثلون البارالمبي          |             |           |           |          |         | 11        |            |            |          |          |         |         | 11        |
| الرماية البارالمبية            | الرماية البارالمبية            |             |           | 3         | 2        | 2       | 1         | 2          | 2          | 1        |          |         |         | 13        |
| كرة الطائرة بوضعية الجلوس      | كرة الطائرة بوضعية الجلوس      |             | ●         | ●         | ●        | ●       | ●         | ●          | ●          | ●        | 1        | 1       |         | 2         |
| كرة السلة على الكراسي المتحركة | كرة السلة على الكراسي المتحركة |             | ●         | ●         | ●        | ●       | ●         | ●          | ●          | ●        | ●        | 1       | 1       | 2         |
| المبارزة على الكراسي المتحركة  | المبارزة على الكراسي المتحركة  |             |           |           |          |         |           | 4          | 4          | 2        | 4        | 2       |         | 16        |
| الرجبي على الكراسي المتحركة    | الرجبي على الكراسي المتحركة    |             | ●         | ●         | ●        | ●       | 1         |            |            |          |          |         |         | 1         |
| التنس على الكراسي المتحركة     | التنس على الكراسي المتحركة     |             |           | ●         | ●        | ●       | ●         | ●          | 1          | 2        | 2        | 1       |         | 6         |
| ميداليات المنافسات اليومية     | ميداليات المنافسات اليومية     | 0           | 22        | 42        | 49       | 53      | 61        | 50         | 63         | 63       | 57       | 75      | 14      | 549       |
| المجموع التراكمي               | المجموع التراكمي               | 0           | 22        | 64        | 113      | 166     | 227       | 277        | 340        | 403      | 460      | 535     | 549     | 549       |
| أغسطس/سبتمبر 2024              | أغسطس/سبتمبر 2024              | أغسطس       | أغسطس     | أغسطس     | أغسطس    | سبتمبر  | سبتمبر    | سبتمبر     | سبتمبر     | سبتمبر   | سبتمبر   | سبتمبر  | سبتمبر  | المنافسات |
| أغسطس/سبتمبر 2024              | أغسطس/سبتمبر 2024              | 28 الأربعاء | 29 الخميس | 30 الجمعة | 31 السبت | 1 الأحد | 2 الاثنين | 3 الثلاثاء | 4 الأربعاء | 5 الخميس | 6 الجمعة | 7 السبت | 8 الأحد | المنافسات |

## ملخص الميداليات
*   البلد المضيف (فرنسا)
| المرتبة | اللجان البارالمبية الوطنية       | ذهبية | فضية | برونزية | المجموع |
| ------- | -------------------------------- | ----- | ---- | ------- | ------- |
| 1       | الصين                            | 94    | 76   | 50      | 220     |
| 2       | بريطانيا العظمى                  | 49    | 44   | 31      | 124     |
| 3       | الولايات المتحدة                 | 36    | 42   | 27      | 105     |
| 4       | هولندا                           | 27    | 17   | 12      | 56      |
| –       | الرياضيون البارالمبيون المحايدين | 26    | 22   | 23      | 71      |
| 5       | البرازيل                         | 25    | 26   | 38      | 89      |
| 6       | إيطاليا                          | 24    | 15   | 32      | 71      |
| 7       | أوكرانيا                         | 22    | 28   | 32      | 82      |
| 8       | فرنسا*                           | 19    | 28   | 28      | 75      |
| 9       | أستراليا                         | 18    | 17   | 28      | 63      |
| 10      | اليابان                          | 14    | 10   | 17      | 41      |
| المجموع | المجموع                          | 354   | 325  | 318     | 997     |

### مكتسحو منصة التتويج
| التاريخ  | الرياضة     | المنافسة                                 | الفريق | الميدالية الذهبية | الميدالية الفضية | الميدالية البرونزية   | مصدر   |
| -------- | ----------- | ---------------------------------------- | ------ | ----------------- | ---------------- | --------------------- | ------ |
| 3 سبتمبر | السباحة     | سباحة الظهر 50 م رجال إس5                | الصين  | يوان وييي         | جي يو جينتشنغ    | وانغ إل إيشاو         | [ 36 ] |
| 3 سبتمبر | السباحة     | سباحة الظهر 50 م سيدات إس5               | الصين  | لو دونغ           | هي شينغاو        | ليو يو                | [ 37 ] |
| 5 سبتمبر | السباحة     | سباحة حرة 50 م رجال إٍ5                   | الصين  | جو جينتشنغ        | يوان ويي         | وانغ لي تشاو          | [ 38 ] |
| 6 سبتمبر | السباحة     | سباحة فراشة 50 م رجال إس5                | الصين  | جو جينتشنغ        | يوان ويي         | وانج لي تشاو          | [ 39 ] |
| 6 سبتمبر | ألعاب القوى | سباق 100 م سيدات - تي64                  | هولندا | فلور جونغ         | كيمبرلي ألكيمادي | مارلين فان جانسيوينكل | [ 40 ] |
| 7 سبتمبر | السباحة     | سباق 200 متر فردي متنوع للسيدات - إس.إم5 | الصين  | هي شينغاو         | لو دونغ          | تشنغ جي آياو          | [ 41 ] |

## اللجان البارالمبية الوطنية المشاركة
صُنفت 168 لجنة بارالمبية قائمة على الأقل، من بين 185 لجنة، للاشتراك في الألعاب البارالمبية الصيفية، وهو رقم قياسي تاريخي للمشاركة. شاركت ثلاث لجان بارالمبية وطنية: إريتريا وكيريباتي وكوسوفو لأول مرة في الألعاب البارالمبية خلال هذه الدورة.
عادت تسع لجان بارالمبية وطنية إلى الألعاب البارالمبية بعد فترة من الانقطاع وشمل ذلك؛ بنغلاديش (2008)، وجزر سليمان وفانواتو (2012)، وتيمور الشرقية وماكاو وميانمار وتونغا وترينيداد وتوباغو وتركمانستان (2016). ومع ذلك، من بين 162 لجنة بارالمبية أرسلت وفودها إلى طوكيو في 2021، غابت جزر فارو فقط.
| اللجان البارالمبية الوطنية المشاركة |
| --- |
| - أفغانستان (1) - الجزائر (26) - أنغولا (2) - الأرجنتين (68) - أرمينيا (3) - أروبا (1) - أستراليا (159) - النمسا (24) - أذربيجان (18) - البحرين (2) - بنغلاديش (2) - باربادوس (1) - بلجيكا (29) - بنين (2) - برمودا (2) - بوتان (1) - البوسنة والهرسك (14) - بوتسوانا (2) - البرازيل (256) - بلغاريا (3) - بوركينا فاسو (1) - بوروندي (2) - كمبوديا (1) - الكاميرون (5) - كندا (124) - الرأس الأخضر (2) - جمهورية إفريقيا الوسطى (2) - تشيلي (28) - الصين (284) - كولومبيا (74) - كوستاريكا (8) - كرواتيا (22) - كوبا (21) - قبرص (3) - جمهورية التشيك (32) - جمهورية الكونغو الديمقراطية (2) - الدنمارك (32) - جمهورية الدومينيكان (11) - تيمور الشرقية (1) - الإكوادور (14) - مصر (54) - السلفادور (3) - إرتريا (1) - إستونيا (5) - إثيوبيا (4) - فيجي (3) - فنلندا (16) - فرنسا (239) (المضيف) - الغابون (2) - غامبيا (2) - جورجيا (14) - ألمانيا (143) - غانا (4) - بريطانيا العظمى (201) - اليونان (37) - غرينادا (2) - غواتيمالا (2) - غينيا (2) - غينيا بيساو (2) - هايتي (1) - هندوراس (1) - هونغ كونغ (23) - المجر (39) - آيسلندا (5) - الهند (84) - إندونيسيا (35) - إيران (65) - العراق (20) - جزيرة أيرلندا (29) - إسرائيل (27) - إيطاليا (141) - ساحل العاج (3) - جامايكا (1) - اليابان (177) - الأردن (8) - كازاخستان (44) - كينيا (13) - كيريباتي (1) - كوسوفو (1) - الكويت (3) - قيرغيزستان (4) - لاوس (1) - لاتفيا (8) - لبنان (1) - ليسوتو (2) - ليبيريا (2) - ليبيا (3) - ليتوانيا (9) - لوكسمبورغ (2) - ماكاو (1) - مالاوي (2) - ماليزيا (28) - المالديف (2) - مالي (2) - مالطا (2) - موريشيوس (6) - المكسيك (67) - مولدوفا (5) - منغوليا (12) - الجبل الأسود (4) - المغرب (38) - موزمبيق (1) - مينمار (1) - ناميبيا (5) - نيبال (3) - هولندا (84) - الرياضيون البارالمبيون المحايدين (98) - نيوزيلندا (24) - نيكاراغوا (1) - النيجر (1) - نيجيريا (23) - مقدونيا (1) - النرويج (18) - عمان (2) - باكستان (1) - فلسطين (1) - بنما (3) - بابوا غينيا الجديدة (2) - باراغواي (1) - بيرو (13) - الفلبين (6) - بولندا (84) - البرتغال (27) - بورتوريكو (2) - قطر (2) - Refugee Paralympic Team (8) - جمهورية الكونغو (2) - رومانيا (6) - رواندا (12) - سانت فينسنت والغرينادين (1) - ساو تومي وبرينسيب (1) - السعودية (9) - السنغال (4) - صربيا (23) - سيراليون (1) - سنغافورة (10) - سلوفاكيا (26) - سلوفينيا (14) - جزر سليمان (4) - الصومال (1) - جنوب إفريقيا (32) - كوريا الجنوبية (83) - إسبانيا (139) - سريلانكا (8) - سورينام (1) - السويد (20) - سويسرا (27) - سوريا (1) - تايبيه الصينية (13) - تنزانيا (1) - تايلاند (78) - توغو (1) - تونغا (1) - ترينيداد وتوباغو (1) - تونس (11) - تركيا (93) - تركمانستان (1) - أوغندا (4) - أوكرانيا (74) - الإمارات العربية المتحدة (13) - الولايات المتحدة (220) - الأوروغواي (2) - أوزبكستان (65) - فانواتو (2) - فنزويلا (25) - فيتنام (7) - جزر العذراء (1) - اليمن (1) - زامبيا (2) - زيمبابوي (2) |

عدد الرياضيين حسب اللجنة البارالمبية الوطنية
بحلول 27 أغسطس 2024
| المرتبة | اللجنة البارالمبية الوطنية       | الرياضيون |
| ------- | -------------------------------- | --------- |
| 1       | الصين                            | 284       |
| 2       | البرازيل                         | 256       |
| 3       | فرنسا                            | 239       |
| 4       | الولايات المتحدة                 | 220       |
| 5       | بريطانيا العظمى                  | 201       |
| 6       | اليابان                          | 177       |
| 7       | أستراليا                         | 159       |
| 8       | ألمانيا                          | 143       |
| 9       | إيطاليا                          | 141       |
| 10      | إسبانيا                          | 139       |
| 11      | كندا                             | 125       |
| 12      | الرياضيون البارالمبيون المحايدين | 98        |
| 13      | تركيا                            | 93        |
| 14      | الهند                            | 84        |
| 14      | هولندا                           | 84        |
| 14      | بولندا                           | 84        |
| 17      | كوريا الجنوبية                   | 83        |
| 18      | تايلاند                          | 78        |
| 19      | كولومبيا                         | 74        |
| 19      | أوكرانيا                         | 74        |
| 21      | الأرجنتين                        | 68        |
| 22      | المكسيك                          | 67        |
| 23      | إيران                            | 65        |
| 23      | أوزبكستان                        | 65        |
| 25      | مصر                              | 54        |
| 26      | كازاخستان                        | 44        |
| 27      | المجر                            | 39        |
| 28      | المغرب                           | 38        |
| 29      | اليونان                          | 37        |
| 30      | إندونيسيا                        | 35        |
| 31      | جمهورية التشيك                   | 32        |
| 31      | الدنمارك                         | 32        |
| 31      | جنوب إفريقيا                     | 32        |
| 34      | تونس                             | 30        |
| 35      | بلجيكا                           | 29        |
| 35      | جزيرة أيرلندا                    | 29        |
| 37      | تشيلي                            | 28        |
| 37      | ماليزيا                          | 28        |
| 39      | إسرائيل                          | 27        |
| 39      | البرتغال                         | 27        |
| 39      | سويسرا                           | 27        |
| 42      | الجزائر                          | 26        |
| 42      | سلوفاكيا                         | 26        |
| 44      | نيوزيلندا                        | 25        |
| 44      | فنزويلا                          | 25        |
| 46      | النمسا                           | 24        |
| 47      | هونغ كونغ                        | 23        |
| 47      | نيجيريا                          | 23        |
| 47      | صربيا                            | 23        |
| 50      | كرواتيا                          | 22        |
| 51      | كوبا                             | 21        |
| 52      | العراق                           | 20        |
| 52      | السويد                           | 20        |
| 54      | أذربيجان                         | 18        |
| 54      | النرويج                          | 18        |
| 56      | فنلندا                           | 16        |
| 57      | البوسنة والهرسك                  | 14        |
| 57      | الإكوادور                        | 14        |
| 57      | جورجيا                           | 14        |
| 57      | سلوفينيا                         | 14        |
| 61      | كينيا                            | 13        |
| 61      | بيرو                             | 13        |
| 61      | رواندا                           | 13        |
| 61      | تايبيه الصينية                   | 13        |
| 61      | الإمارات العربية المتحدة         | 13        |
| 66      | منغوليا                          | 12        |
| 67      | جمهورية الدومينيكان              | 11        |
| 68      | سنغافورة                         | 10        |
| 69      | ليتوانيا                         | 9         |
| 69      | السعودية                         | 9         |
| 71      | كوستاريكا                        | 8         |
| 71      | الأردن                           | 8         |
| 71      | لاتفيا                           | 8         |
| 71      | Refugee Paralympic Team          | 8         |
| 71      | سريلانكا                         | 8         |
| 76      | فيتنام                           | 7         |
| 77      | موريشيوس                         | 6         |
| 77      | الفلبين                          | 6         |
| 77      | رومانيا                          | 6         |
| 80      | الكاميرون                        | 5         |
| 80      | إستونيا                          | 5         |
| 80      | آيسلندا                          | 5         |
| 80      | مولدوفا                          | 5         |
| 80      | ناميبيا                          | 5         |
| 85      | إثيوبيا                          | 4         |
| 85      | غانا                             | 4         |
| 85      | قيرغيزستان                       | 4         |
| 85      | الجبل الأسود                     | 4         |
| 85      | السنغال                          | 4         |
| 85      | جزر سليمان                       | 4         |
| 85      | أوغندا                           | 4         |
| 92      | أرمينيا                          | 3         |
| 92      | بلغاريا                          | 3         |
| 92      | الرأس الأخضر                     | 3         |
| 92      | قبرص                             | 3         |
| 92      | السلفادور                        | 3         |
| 92      | فيجي                             | 3         |
| 92      | ساحل العاج                       | 3         |
| 92      | الكويت                           | 3         |
| 92      | ليبيا                            | 3         |
| 92      | نيبال                            | 3         |
| 92      | بنما                             | 3         |
| 103     | أنغولا                           | 2         |
| 103     | البحرين                          | 2         |
| 103     | بنغلاديش                         | 2         |
| 103     | بنين                             | 2         |
| 103     | برمودا                           | 2         |
| 103     | بوتسوانا                         | 2         |
| 103     | بوروندي                          | 2         |
| 103     | جمهورية إفريقيا الوسطى           | 2         |
| 103     | جمهورية الكونغو الديمقراطية      | 2         |
| 103     | الغابون                          | 2         |
| 103     | غامبيا                           | 2         |
| 103     | غرينادا                          | 2         |
| 103     | غواتيمالا                        | 2         |
| 103     | غينيا                            | 2         |
| 103     | غينيا بيساو                      | 2         |
| 103     | ليسوتو                           | 2         |
| 103     | ليبيريا                          | 2         |
| 103     | لوكسمبورغ                        | 2         |
| 103     | مالاوي                           | 2         |
| 103     | المالديف                         | 2         |
| 103     | مالي                             | 2         |
| 103     | مالطا                            | 2         |
| 103     | عمان                             | 2         |
| 103     | بابوا غينيا الجديدة              | 2         |
| 103     | بورتوريكو                        | 2         |
| 103     | قطر                              | 2         |
| 103     | جمهورية الكونغو                  | 2         |
| 103     | الأوروغواي                       | 2         |
| 103     | فانواتو                          | 2         |
| 103     | زامبيا                           | 2         |
| 103     | زيمبابوي                         | 2         |
| 134     | أفغانستان                        | 1         |
| 134     | أروبا                            | 1         |
| 134     | باربادوس                         | 1         |
| 134     | بوتان                            | 1         |
| 134     | بوركينا فاسو                     | 1         |
| 134     | كمبوديا                          | 1         |
| 134     | تيمور الشرقية                    | 1         |
| 134     | إرتريا                           | 1         |
| 134     | هايتي                            | 1         |
| 134     | هندوراس                          | 1         |
| 134     | جامايكا                          | 1         |
| 134     | كيريباتي                         | 1         |
| 134     | كوسوفو                           | 1         |
| 134     | لاوس                             | 1         |
| 134     | لبنان                            | 1         |
| 134     | ماكاو                            | 1         |
| 134     | موزمبيق                          | 1         |
| 134     | مينمار                           | 1         |
| 134     | نيكاراغوا                        | 1         |
| 134     | النيجر                           | 1         |
| 134     | مقدونيا                          | 1         |
| 134     | باكستان                          | 1         |
| 134     | فلسطين                           | 1         |
| 134     | باراغواي                         | 1         |
| 134     | سانت فينسنت والغرينادين          | 1         |
| 134     | ساو تومي وبرينسيب                | 1         |
| 134     | سيراليون                         | 1         |
| 134     | الصومال                          | 1         |
| 134     | سورينام                          | 1         |
| 134     | سوريا                            | 1         |
| 134     | تنزانيا                          | 1         |
| 134     | توغو                             | 1         |
| 134     | تونغا                            | 1         |
| 134     | ترينيداد وتوباغو                 | 1         |
| 134     | تركمانستان                       | 1         |
| 134     | جزر العذراء                      | 1         |
| 134     | اليمن                            | 1         |

## التسويق

### الشعار والعلامة التجارية
كُشف عن شعار الألعاب الأولمبية الصيفية والبارالمبية 2024 (وهو تجسيد منمق لماريان) في 21 أكتوبر 2019 في غراند ريكس. وشهدت الدورة لأول مرة مشاركة الألعاب البارالمبية نفس الشعار مع الألعاب الأولمبية المقابلة لها، دون أي اختلاف أو تباين. صرح رئيس باريس 2024 توني إستانجيه أن القرار كان يهدف إلى عكس الحدثين اللذين يتشاركا «طموحاً» واحداً، موضحاً أنه «من حيث الإرث نعتقد أنه في هذا البلد نحتاج إلى تعزيز مكانة الرياضة في الحياة اليومية للناس، وبغض النظر عن العمر، ووجود الإعاقة من عدمها، فإن لديكم مكاناً ودوراً تؤدونه في نجاح باريس 2024».
كما صُممت الملصقات الرسمية لهذه الألعاب الأولمبية والبارالمبية عبر أوغو جاتوني (التي تتميز بمناظر باريسية منمقة مع تصوير موضوعي لمعالمها وأماكنها) كقطعة واحدة، منقسمة إلى نصفين تمثل كل حدث.

### التمائم
كُشف عن تميمة باريس 2024، الفريجيان، في 14 نوفمبر 2022. وهما زوج من القبعات الفريجية المجسمة، والتي اعتبرت رمزاً تاريخياً للحرية والتحرر في فرنسا. يرتدي فريج الذي يمثل الألعاب البارالمبية طرف صناعي للجري على إحدى ساقيه، مما يمثل المرة الأولى التي تصور فيها تميمة بارالمبية بإعاقة مرئية منذ 1994.

## حقوق البث
لأول مرة، ستوفر خدمات البث الأوليمبي (OBS) بثاً مباشراً لجميع الرياضات البارالمبية البالغة 22 - بزيادة 3 عن دورة طوكيو.
لم تباع حقوق البث في أكثر من 175 دولة، وبُثت الألعاب على يوتيوب عبر شراكة مع آي بي سي، بما في ذلك تغطية الحدث، وأبرز المنافسات ومحتوى يوتيوب شورتس، بالإضافة إلى دعم العرض المتعدد. كان الاستثناء هو بريطانيا العظمى وأيرلندا، حيث بُثت الألعاب أيضاً على يوتيوب في هذه المنطقة، ولكن على القناة الرابعة الرياضية على يوتيوب بدلاً من قناة آي بي سي.
| الدول التي تسمح بيوتيوب              | بُثت أيضاً على                                                                                       |
| ------------------------------------ | -------------------------------------------------------------------------------------------------- |
| أفريقيا (كما هو موضح أدناه)          | سوبر سبورت                                                                                         |
| الجزائر                              | المؤسسة العمومية للتلفزيون، البث الإذاعي والتلفزي                                                  |
| أفغانستان                            | غير متاح                                                                                           |
| القارة القطبية الجنوبية              | غير متاح                                                                                           |
| الأرجنتين                            | تيك سبورت                                                                                          |
| أستراليا                             | ناين نتورك                                                                                         |
| أذربيجان                             | التلفزيون العمومي                                                                                  |
| بروناي دار السلام                    | غير متاح                                                                                           |
| بوليفيا                              | بوليفيزون                                                                                          |
| بوتسوانا                             | بي تي في                                                                                           |
| البرازيل                             | مجموعة جلوبو                                                                                       |
| بوتان                                | غير متاح                                                                                           |
| بوروندي                              | الإذاعة والتلفزيون الوطني في بوروندي                                                               |
| كمبوديا                              | غير متاح                                                                                           |
| كندا                                 | هيئة الإذاعة الكندية                                                                               |
| الرأس الأخضر                         | تي سي في                                                                                           |
| الكاريبي                             | غير متاح                                                                                           |
| كوستاريكا                            | القناة 4، القناة 6، القناة 11، ريبريتل                                                             |
| أمريكا الوسطى (باستثناء ما سبق ذكره) | غير متاح                                                                                           |
| جزر كوك                              | تلفزيون جزر كوك، فاكا تي في، مانغايا تي في، أرورا تي في                                            |
| جزر القمر                            | أو آر تي سي                                                                                        |
| تشيلي                                | تشيليفزيون                                                                                         |
| الكونغو                              | الإذاعة والتلفزيون الوطني في الكونغو                                                               |
| الصين                                | مجموعة الصين الإعلامية (تلفزيون الصين المركزي)                                                     |
| كولومبيا                             | تيليانتيوكيا، كانال كابيتال، كانال تريس، تيليباسيفيكو، تيليكافيه، كانال ترو، تيليلاسلاس، تيليكاريب |
| كوبا                                 | تيلي ريبيلدي                                                                                       |
| جيبوتي                               | إذاعة وتلفزيون جيبوتي                                                                              |
| جمهورية الدومينيكان                  | أنتينا 7                                                                                           |
| الإكوادور                            | آر تي إس                                                                                           |
| مصر                                  | اتحاد الإذاعة والتليفزيون المصري                                                                   |
| السلفادور                            | القناة 12                                                                                          |
| إسواتيني                             | إسواتيني تي في                                                                                     |
| فيجي                                 | هيئة الإذاعة الفيجية، ماي تي في، تلفزيون فيجي                                                      |
| الجابون                              | إذاعة وتلفزيون الجابون                                                                             |
| غامبيا                               | خدمة تلفزيون وراديو غامبيا                                                                         |
| جبل طارق                             | غير متاح                                                                                           |
| غينيا                                | إذاعة وتلفزيون غينيا                                                                               |
| غواتيمالا                            | القناة 11                                                                                          |
| اليونان                              | هيئة البث اليونانية                                                                                |
| هندوراس                              | قناة في تي في 9                                                                                    |
| هونغ كونغ                            | إذاعة وتلفزيون هونغ كونغ                                                                           |
| إندونيسيا                            | غارودا تي في                                                                                       |
| الهند                                | جوسينما، سبورتس 18 (أبرز الأحداث فقط)                                                              |
| شبه القارة الهندية                   | دي دي سبورت                                                                                        |
| العراق                               | شبكة الإعلام العراقي                                                                               |
| اليابان                              | اتحاد اليابان                                                                                      |
| الأردن                               | التلفزيون الأردني                                                                                  |
| كينيا                                | هيئة الإذاعة الكينية                                                                               |
| الكويت                               | تلفزيون الكويت                                                                                     |
| قيرغيزستان                           | غير متاح                                                                                           |
| لاوس                                 | غير متاح                                                                                           |
| لبنان                                | تلفزيون لبنان                                                                                      |
| ليسوتو                               | تلفزيون ليسوتو                                                                                     |
| ليبيريا                              | تلفزيون ليبيريا الوطني                                                                             |
| مدغشقر                               | تلفزيون مدغشقر                                                                                     |
| موريتانيا                            | التلفزة الموريتانية                                                                                |
| موريشيوس                             | مؤسسة إذاعة موريشيوس                                                                               |
| المغرب                               | الشركة الوطنية للإذاعة والتلفزة                                                                    |
| ميكرونيزيا                           | إف إس إم تي سي - تي في                                                                             |
| الشرق الأوسط (باستثناء المذكور)      | غير متاح                                                                                           |
| كوريا الجنوبية                       | نظام بث سول، نظام البث الكوري، مؤسسة منهوا للإذاعة                                                 |
| كوريا الشمالية                       | غير متاح                                                                                           |
| كازاخستان                            | كازسبورت                                                                                           |
| سريلانكا                             | غير متاح                                                                                           |
| ميانمار                              | غير متاح                                                                                           |
| منغوليا                              | غير متاح                                                                                           |
| ماكاو                                | تلفزيون الصين المركزي                                                                              |
| المكسيك                              | كانال ونس، هاي! سبورتس، كلارو سبورتس                                                               |
| ماليزيا                              | إذاعة وتلفزيون ماليزيا                                                                             |
| ناميبيا                              | هيئة الإذاعة الناميبية                                                                             |
| النيجر                               | آر تي إن                                                                                           |
| نيكاراغوا                            | تي في ريد                                                                                          |
| نيجيريا                              | هيئة التلفزيون النيجيرية وتلفزيون أفريقيا المستقل                                                  |
| نيبال                                | غير متاح                                                                                           |
| فلسطين                               | الهيئة العامة للإذاعة والتلفزيون                                                                   |
| بابوا غينيا الجديدة                  | هيئة البث الوطنية في بابوا غينيا الجديدة، إي إم تي في، بنج تي في                                   |
| الفلبين                              | غير متاح                                                                                           |
| بالاو                                | شبكة تلفزيون أوقيانوسيا                                                                            |
| باراغواي                             | التنظيم الوطني للتلفاز                                                                             |
| بيرو                                 | إيه تي في                                                                                          |
| بولندا                               | بولسات، بولسات سبورت 1                                                                             |
| رومانيا                              | غير متاح                                                                                           |
| قطر                                  | المؤسسة القطرية للإعلام                                                                            |
| المملكة العربية السعودية             | التلفزيون السعودي                                                                                  |
| جزر سليمان                           | تي تي في، إس آي بي سي                                                                              |
| السنغال                              | الإذاعة والتلفزيون السنغالي                                                                        |
| سيشل                                 | مؤسسة سيشل للإذاعة والتلفزيون                                                                      |
| سنغافورة                             | ميدياكورب                                                                                          |
| سوريا                                | الهيئة العامة للإذاعة والتلفزيون                                                                   |
| الصومال                              | تلفزيون جمهورية الصومال                                                                            |
| إسبانيا                              | آ رتي في إي                                                                                        |
| السودان                              | تلفزيون السودان                                                                                    |
| تايلاند                              | تي سبورت 7، بي بي تي في، إيه آي إس بلاي                                                            |
| طاجيكستان                            | فارزيش تي في                                                                                       |
| تنزانيا                              | ود بي سي 2                                                                                         |
| تيمور الشرقية                        | غير متاح                                                                                           |
| تركمانستان                           | غير متاح                                                                                           |
| تونس                                 | مؤسسة التلفزة التونسية                                                                             |
| تونغا                                | غير متاح                                                                                           |
| تايوان (تايبيه الصينية)              | إل تا تي في                                                                                        |
| أوروغواي                             | غير متاح                                                                                           |
| الإمارات العربية المتحدة             | شبكة أبو ظبي للإعلام، مؤسسة دبي للإعلام                                                            |
| أوزبكستان                            | شركة الإذاعة والتلفزيون الوطنية في أوزبكستان                                                       |
| فنزويلا                              | تيفيز                                                                                              |
| فيتنام                               | غير متاح                                                                                           |
| فانواتو                              | في بي تي سي                                                                                        |
| ساموا                                | تي في 1 ساموا، تي في3 ساموا                                                                        |
| اليمن                                | الفضائية اليمنية                                                                                   |
| زامبيا                               | صن سبورت تي في                                                                                     |

حصلت شركة البث التلفزيوني العامة الوطنية الفرنسية «فرانس تيليفيزيونs على حقوق بث الألعاب البارالمبية الصيفية لعام 2024 بالتزامن مع الألعاب الأولمبية، والتي تبث بالأساس على قناتي فرنسا 2 وفرنسا 3. في 28 أغسطس 2020، جددت القناة الرابعة حقوقها في بث الألعاب البارالمبية في المملكة المتحدة حتى 2024؛ بُثت التغطية على تلفزيون القناة الرابعة، والبث المباشر، وقنوات القناة الرابعة الرياضية على يوتيوب. استأجرت القناة الرابعة الممثلة روز أيلينج إليس كمقدمة، حيث صرحت المذيعة أنها ستكون أول شخص أصم يعمل كمراسلة في بث رياضي مباشر.
كما جددت قناة سي بي سي سبورتس حقوقها الكندية في بث الألعاب البارالمبية لعامي 2024 و2026، بالشراكة مع اللجنة البارالمبية الكندية. مَثَل هذا بشكل خاص العمل الأخير على الهواء للمذيع المخضرم سكوت راسل في قناة سي بي سي سبورتس قبل تقاعده من البث؛ غطى راسل 16 دورة ألعاب أولمبية واستضاف ستة منها خلال مسيرته المهنية التي استمرت 40 عاماً في الشبكة. خططت إن بي سبورتس في الولايات المتحدة لتوسيع كبير في تغطيتها، بما في ذلك توسيع الميزات الرقمية من الألعاب الأولمبية على بيكوك مثل البث السريع «غولد زوون»، والعرض المتعدد، إلى الألعاب البارالمبية.